# Jenny Tamburi
Jenny Tamburi, née Luciana Tamburini le 27 novembre 1952 à Rome et morte le 1er mars 2006 dans la même ville, est une actrice de théâtre et de  cinéma italienne.

## Biographie
Elle a fait ses débuts dans le monde du spectacle à l'âge de dix-sept ans, en participant au film Que fais-tu grande folle ?. Elle commence sa carrière d'abord sous le pseudonyme de Luciana Della Robbia, puis adopte celui de Jenny Tamburi par lequel elle sera connue du grand public. Elle est devenue célèbre en 1973 lorsqu'elle a fait partie de la distribution de Séduction. Aventureuse et exubérante, elle devient l'une des actrices majeures des comédies érotiques italiennes et des gialli.
Toujours dans les années 1970, elle devient un visage familier du petit écran, participant à de nombreuses émissions de télévision en tant qu'animatrice principale ou secondaire : elle est aux côtés d'Alberto Lupo dans l'édition 1975 de l'émission de variétés Senza rete, participe aux feuilletons Camilla (1976) et La paga del sabato (1977), et prend part à l'émission de variétés Scuola serale per aspiranti italiani. En 1977, elle vit son unique expérience au théâtre, en jouant dans la nouvelle édition de la comédie musicale Aggiungi un posto a tavola, aux côtés de Johnny Dorelli.
Au début des années 1980, elle a également participé au film Il processo del lunedì d'Aldo Biscardi et a été l'un des personnages principaux du film Lo studente (it) réalisé par Ninì Grassia avec Nino D'Angelo. Pendant ces années, elle a posé nue pour plusieurs magazines érotiques, dont Playboy et Playmen. En 1986, elle tourne son dernier film pour le cinéma, l'érotique La Fille aux bas nylon de Joe D'Amato. La même année, elle joue dans les séries télévisées Professione vacanze et Tutti in palestra, avec lesquelles elle met fin à sa carrière d'actrice.
Après avoir quitté le plateau, Tamburi a entamé une nouvelle carrière en tant qu'impresaria et est devenu l'une des principales régisseuses de distribution d'Italie. Parmi les nombreuses productions sur lesquelles elle a travaillé figurent les séries Incantesimo et Game Over. Elle a également ouvert une école de théâtre et de diction à Rome. Le 6 mai 2005, lors de la cérémonie du 110e anniversaire de Rodolfo Valentino, elle a reçu un prix pour l'ensemble de sa carrière.
Longtemps malade du cancer, elle est décédée à l'âge de 53 ans le 1er mars 2006.

## Filmographie

### Cinéma

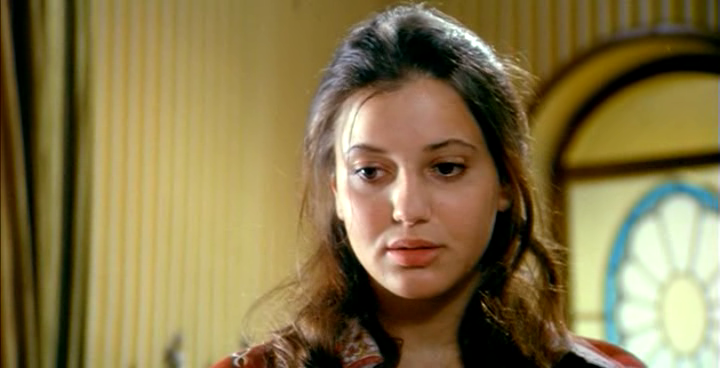
Jenny Tamburi dans une scène de Séduction (1960).

- 1970 : Que fais-tu grande folle ? (Splendori e miserie di Madame Royale) de Vittorio Caprioli : Mimmina
- 1972 : Fiorina la vacca de Vittorio De Sisti : Zanetta, la femme de Checco
- 1972 : Il sorriso della iena de Silvio Amadio : Nancy Thompson
- 1973 : La Vie sexuelle dans les prisons de femmes (Diario segreto da un carcere femminile) de Rino Di Silvestro : Daniela Vinci
- 1973 : Séduction (La seduzione) de Fernando Di Leo : Graziella
- 1974 : Morbosità de Luigi Russo :
- 1974 : La prova d'amore de Tiziano Longo :
- 1974 : Le scomunicate di San Valentino de Sergio Grieco : Lucita
- 1975 : Prendimi, straziami che brucio di passione de Armando Crispino :
- 1975 : Peccato senza malizia de Theo Campanelli : Stefania
- 1975 : Peccati in famiglia de Bruno Gaburro : Francesca
- 1975 : À en crever (Morte sospetta di una minorenne) de Sergio Martino : Gloria
- 1975 : Plus moche que Frankenstein tu meurs (Frankenstein all'italiana) de Armando Crispino : Janet
- 1976 : Giovannino de Paolo Nuzzi : Marcella
- 1976 : Donna... cosa si fa per te de Giuliano Biagetti : Sole
- 1976 : La moglie di mio padre de Andrea Bianchi : Diana
- 1977 : Dove volano i corvi d'argento de Piero Livi : Giovannangela
- 1977 : Melodrammore de Maurizio Costanzo : Priscilla Mulinetti
- 1977 : L'Emmurée vivante (Sette note in nero) de Lucio Fulci : Bruna
- 1978 : Pour un dollar d'argent (Sangue di sbirro) Alfonso Brescia
- 1980 : Bello di mamma de Rino Di Silvestro : Maddalena Trinacria
- 1981 : Le Tango de la jalousie (Il tango della gelosia) de Steno : Nunzia
- 1981 : Liquirizia de Salvatore Samperi : Marina
- 1982 : Pierino la peste alla riscossa! d'Umberto Lenzi : madame Bonazzi
- 1983 : Lo studente de Ninì Grassia : Claudia
- 1986 : La Fille aux bas nylon (Voglia di guardare) de Joe D'Amato : Christina

### Télévision
- 1975 : La paga del sabato mini-sérié de Sandro Bolchi :
- 1976 : Camilla mini-sérié de Sandro Bolchi :
- 1977 : Scuola serale per aspiranti italiani mini-sérié de Enzo Trapani :
- 1978 : Aggiungi un posto a tavola captation théâtrale de Gino Landi :
- 1984 : All'ombra della grande quercia mini-sérié de Alfredo Giannetti : Marina
- 1986 : 6 épisodes de Professione vacanze, série de Vittorio De Sisti : Lila
- 1987 : Tutti in palestra mini-sérié de Vittorio De Sisti : Anna